# IC 17
IC 17 је спирална галаксија у сазвјежђу Кит која се налази на листи објеката дубоког неба у Индекс каталогу.
Деклинација објекта је + 2° 38' 55" а ректасцензија 0h 28m 29,7s. Привидна величина (магнитуда) објекта IC 17 износи 15,1 а фотографска магнитуда 15,9. IC 17 је још познат и под ознакама MCG 0-2-44, CGCG 383-25, ARAK 10, PGC 1753.